# CPRI
공공 무선 접속기(CPRI, Common Public Radio Interface, 공공 무선 인터페이스)는 표준에서 말하는 무선 장비 제어기(Radio Equipment Controller, REC)에서 무선 장비(Radio Equipment, RE)로 알려진 특정 지역 또는 원격 무선 장치 사이의 기지국간 접속을 정의하는 규격이다.
이 규격을 정의하는 회사에는 에릭슨, 화웨이, NEC, 노텔, 알카텔 루슨트와 노키아 지멘스가 포함되어 있다.

## 같이 보기
- OBSAI
- Remote Radio Head